# Team Dimension Data/2017
Deze pagina geeft een overzicht van de Team Dimension Data-wielerploeg in  2017.

## Algemeen
Algemeen manager:  Brian Smith
Ploegleiders:  Rolf Aldag,  Oliver Cookson,  Bingen Fernández,  Roger Hammond,  Jean-Pierre Heynderickx en  Alex Sans Vega.
Fietsmerk: Cervélo
Kopmannen:  Mark Cavendish,  Edvald Boasson Hagen en  Serge Pauwels

## Renners
| Naam                        | Geboortedatum | Nationaliteit       | Ploeg 2016                            |
| --------------------------- | ------------- | ------------------- | ------------------------------------- |
| Igor Antón                  | 02-03-1983    | Spanje              |                                       |
| Natnael Berhane             | 05-01-1984    | Eritrea             |                                       |
| Edvald Boasson Hagen        | 17-05-1987    | Noorwegen           |                                       |
| Mark Cavendish              | 21-05-1985    | Verenigd Koninkrijk |                                       |
| Steve Cummings              | 19-03-1981    | Verenigd Koninkrijk |                                       |
| Mekseb Debesay              | 15-06-1991    | Eritrea             |                                       |
| Nicholas Dlamini            | 12-08-1995    | Zuid-Afrika         | Dimension Data for Qhubeka (stagiair) |
| Nicolas Dougall             | 21-11-1991    | Zuid-Afrika         |                                       |
| Bernhard Eisel              | 17-02-1981    | Oostenrijk          |                                       |
| Metkel Eyob                 | 04-09-1993    | Eritrea             | Dimension Data for Qhubeka (stagiair) |
| Tyler Farrar                | 02-06-1984    | Verenigde Staten    |                                       |
| Omar Fraile                 | 17-07-1990    | Spanje              |                                       |
| Amanuel Gebrezgabihier      | 17-08-1994    | Eritrea             | Dimension Data for Qhubeka (stagiair) |
| Ryan Gibbons                | 13-08-1994    | Zuid-Afrika         | Dimension Data for Qhubeka            |
| Nathan Haas                 | 12-03-1989    | Australië           |                                       |
| Jacques Janse van Rensburg  | 06-09-1987    | Zuid-Afrika         |                                       |
| Reinardt Janse van Rensburg | 03-02-1989    | Zuid-Afrika         |                                       |
| Benjamin King               | 22-03-1989    | Verenigde Staten    | Cannondale-Drapac                     |
| Merhawi Kudus               | 23-01-1994    | Eritrea             |                                       |
| Lachlan Morton              | 02-01-1992    | Australië           | Jelly Belly p/b Maxxis                |
| Adrien Niyonshuti           | 02-02-1987    | Rwanda              |                                       |
| Ben O'Connor                | 25-11-1995    | Australië           | IsoWhey Sports SwissWellness          |
| Serge Pauwels               | 21-11-1983    | België              |                                       |
| Youcef Reguigui             | 09-01-1990    | Albanië             |                                       |
| Mark Renshaw                | 22-10-1982    | Australië           |                                       |
| Kristian Sbaragli           | 08-05-1990    | Italië              |                                       |
| Daniel Teklehaimanot        | 10-11-1988    | Eritrea             |                                       |
| Jay Robert Thomson          | 05-12-1986    | Zuid-Afrika         |                                       |
| Scott Thwaites              | 12-02-1990    | Verenigd Koninkrijk | Bora-Argon 18                         |
| Johann van Zyl              | 02-02-1991    | Zuid-Afrika         |                                       |
| Jacobus Venter              | 12-02-1987    | Zuid-Afrika         |                                       |

## Belangrijkste overwinningen
| Ronde van Abu Dhabi 1e etappe: Mark Cavendish Ronde van Langkawi 4e etappe: Mekseb Debesay 5e etappe: Ryan Gibbons Eindklassement: Ryan Gibbons Ronde van Yorkshire 3e etappe: Serge Pauwels Eindklassement: Serge Pauwels Ronde van Italië 11e etappe: Omar Fraile Ronde van Noorwegen 1e etappe: Edvald Boasson Hagen 5e etappe: Edvald Boasson Hagen Eindklassement: Edvald Boasson Hagen | Tour des Fjords 3e etappe: Edvald Boasson Hagen 4e etappe: Edvald Boasson Hagen 5e etappe: Edvald Boasson Hagen Eindklassement: Edvald Boasson Hagen Ronde van Oostenrijk 5e etappe: Ben O'Connor Ronde van Frankrijk 19e etappe: Edvald Boasson Hagen Ronde van Groot-Brittannië 8e etappe: Edvald Boasson Hagen | Nationale kampioenschappen wielrennen Algerije, wegrit: Youcef Reguigui Eritrea, tijdrit: Mekseb Debesay Noorwegen, tijdrit: Edvald Boasson Hagen Rwanda, tijdrit: Adrien Niyonshuti Verenigd Koninkrijk, wegwedstrijd: Steve Cummings Verenigd Koninkrijk, tijdrit: Steve Cummings Zuid-Afrika, wegwedstrijd: Reinardt Janse van Rensburg Ronde van Toscane 1e etappe: Steve Cummings |

2007 · 2008 · 2009 · 2010 · 2011 · 2012 · 2013 · 2014 · 2015 · 2016 · 2017 · 2018 · 2019 · 2020 · 2021
AG2R-La Mondiale · Astana Pro Team · Bahrain-Merida · BMC Racing Team · BORA-hansgrohe · Cannondale-Drapac · Team Dimension Data · FDJ · Katjoesja-Alpecin · Team LottoNL-Jumbo · Lotto Soudal · Movistar Team · Orica-Scott · Quick Step · Team Sky · Team Sunweb · Trek-Segafredo · UAE Team Emirates